# Tučapy (Tábor)
Tučapy es una localidad situada en el distrito de Tábor, en la región de Bohemia Meridional, República Checa. Tiene una población estimada, a principios de 2021, de 786 habitantes.
Está ubicada al noreste de la región, a poca distancia al sur de Praga, y cerca de la orilla del río Lužnice —un afluente del Moldava que, a su vez, es afluente del Elba—  y de la frontera con las regiones de Vysočina y Bohemia Central